# 大手門 (福岡市)
大手門（おおてもん）は、福岡県福岡市中央区の町名。現行の行政地名は、大手門一丁目から大手門三丁目まで。面積は24.52ヘクタール。2023年2月末現在の人口は6,310。郵便番号は810-0074。

## 地理
福岡市の都心部とされる中央区天神の西約1.5キロメートルと都心部に近く、中央区のやや北よりに位置する。北で那の津通りを挟んで港と、東で舞鶴港線と挟んで舞鶴と、南で明治通りを挟んで城内と、西で荒戸荒津線を挟んで荒戸と隣接する。町域内は住宅地を中心に業務施設・商業施設として土地利用がなされており、東側に隣接する舞鶴や赤坂から続くビジネス街となっている。また、旧唐津街道が町内を通っており、寺院などの歴史的な文化財も残っている。隣接する明治通りの地下には地下鉄が通っており、駅も近く、交通の利便性が高い。

### 都市計画
都市計画に関しては、「福岡市都市計画マスタープラン」において、大手門地区は、隣接する舞鶴や港と同様に、住宅地を中心に都心機能を支援する業務施設・商業施設が共存する「複合市街地ゾーン」に位置付けられ、職住が調和した市街地づくりと良好な街並みの形成がまちづくりの視点とされている。用途地域は、全域が商業地域に指定されている。

## 語源
地名の「大手門」については、福岡城の表門名である大手門（「下之橋御門」しものはしごもん）に因み命名されたといわれている。

## 歴史

### 町域の変遷
現在の地名は、1964年（昭和39年）における住居表示の実施に伴う地名変更によって定められたものであり、その実施前後の地名は次表のとおりである。
| 住居表示実施後                   | 実施年月日         | 住居表示実施前                                                                     |
| -------------------------------- | ------------------ | ---------------------------------------------------------------------------------- |
| 大手門一丁目から大手門三丁目まで | 1964年（昭和39年） | 福岡市大工町・簀子町と大名町・魚町・荒戸町・築石町・東湊町・南湊町・長倉町の各一部 |

## 人口
大手門一丁目から大手門三丁目までの人口の推移を福岡市の住民基本台帳（公称町別）に基づき示す（単位：人）。集計時点は各年9月末現在である。
- 2001年（平成13年）：3,670
- 2002年（平成14年）：3,949
- 2003年（平成15年）：4,195
- 2004年（平成16年）：4,434
- 2005年（平成17年）：4,817
- 2006年（平成18年）：4,983
- 2007年（平成19年）：4,976
- 2008年（平成20年）：4,922
- 2009年（平成21年）：4,968
- 2010年（平成22年）：4,892
- 2011年（平成23年）：5,150
- 2012年（平成24年）：5,290
- 2013年（平成25年）：5,297
- 2014年（平成26年）：5,370
- 2015年（平成27年）：5,623
- 2016年（平成28年）：5,722
- 2017年（平成29年）：5,723
- 2018年（平成30年）：5,877
- 2019年（令和元年）：5,939
- 2020年（令和2年）：6,015
- 2021年（令和3年）：6,128
- 2022年（令和4年）：6,313

## 交通

### 鉄道
鉄道については、福岡市交通局が運営する地下鉄の福岡市地下鉄空港線が地区の南側に通っており、大手門、城内、荒戸及び大濠公園に跨る位置に次の駅がある。
- 大濠公園駅

また、大手門の東側の一部からは次の駅が近い。
- 赤坂駅

### 路線バス
バスについては、西日本鉄道株式会社が運営する西鉄バスが運行しており、次の停留所がある。
- 那の津通り沿い：港一丁目 - すの子 - 港二丁目
- 昭和通り沿い：平和台通り - 大手門三丁目 - 荒戸一丁目
- 明治通り沿い：福岡城・鴻臚館前 - 大手門・平和台陸上競技場入口 - 荒戸一丁目

### 道路
主な幹線道路は次の通り。括弧内は福岡市道路愛称。

#### 都市高速道路
都市高速道路としては、町外ではあるが、北方に福岡高速環状線が通っており、最寄りの出入口は次の通り。
- 西公園出入口（料金所・ランプ、道程で約2キロメートル）
- 天神北出入口（料金所・ランプ ・インターチェンジ、道程で約2キロメートル）

#### 市道
- 千代今宿線（明治通り）
- 博多姪浜線（昭和通り）
- 千鳥橋唐人町線（那の津通り）
- 荒戸荒津線
- 舞鶴港線

道路の写真
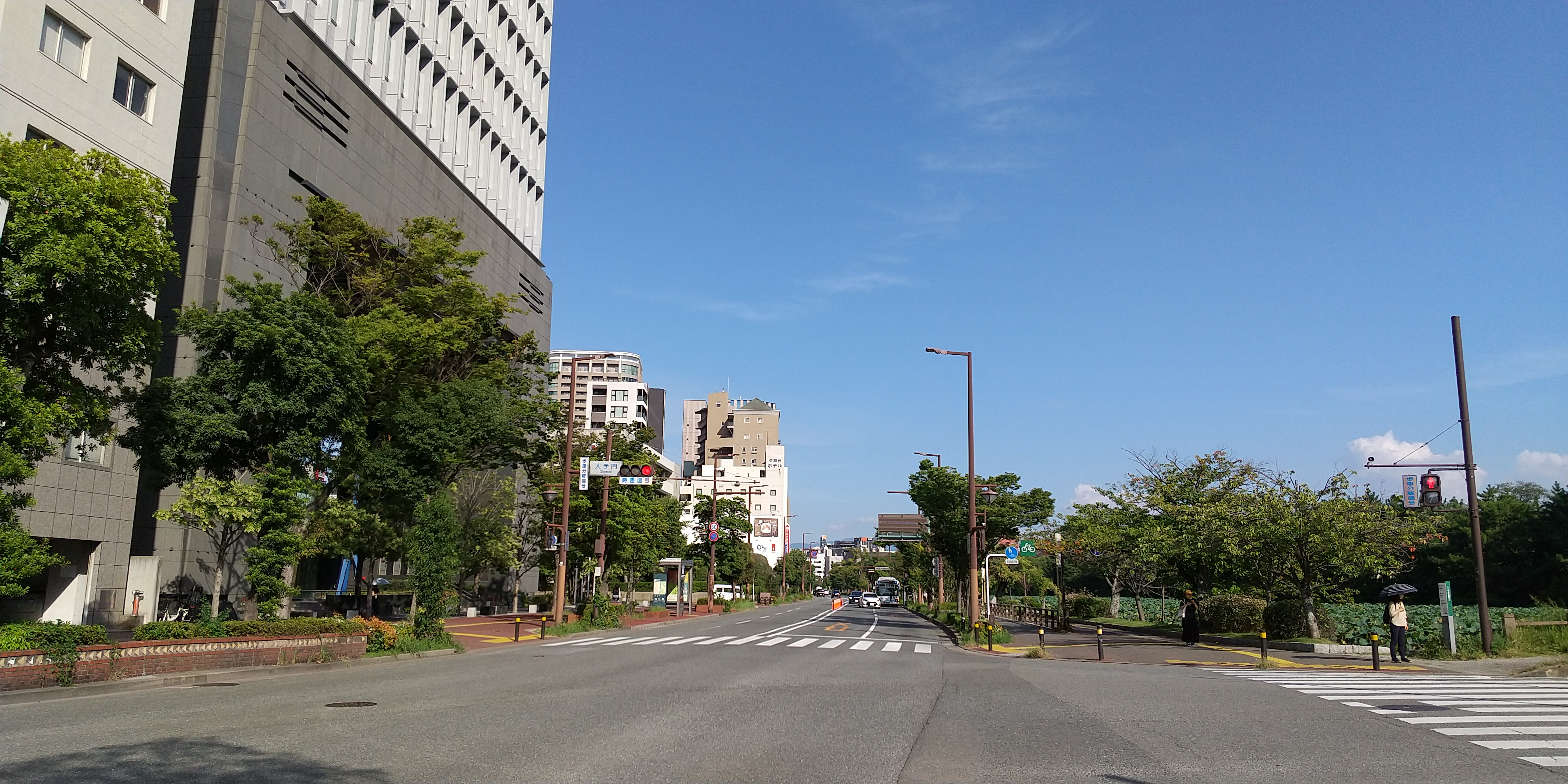
明治通り及び福岡城跡3号堀（大手門交差点の東側、左：大手門、右：城内）
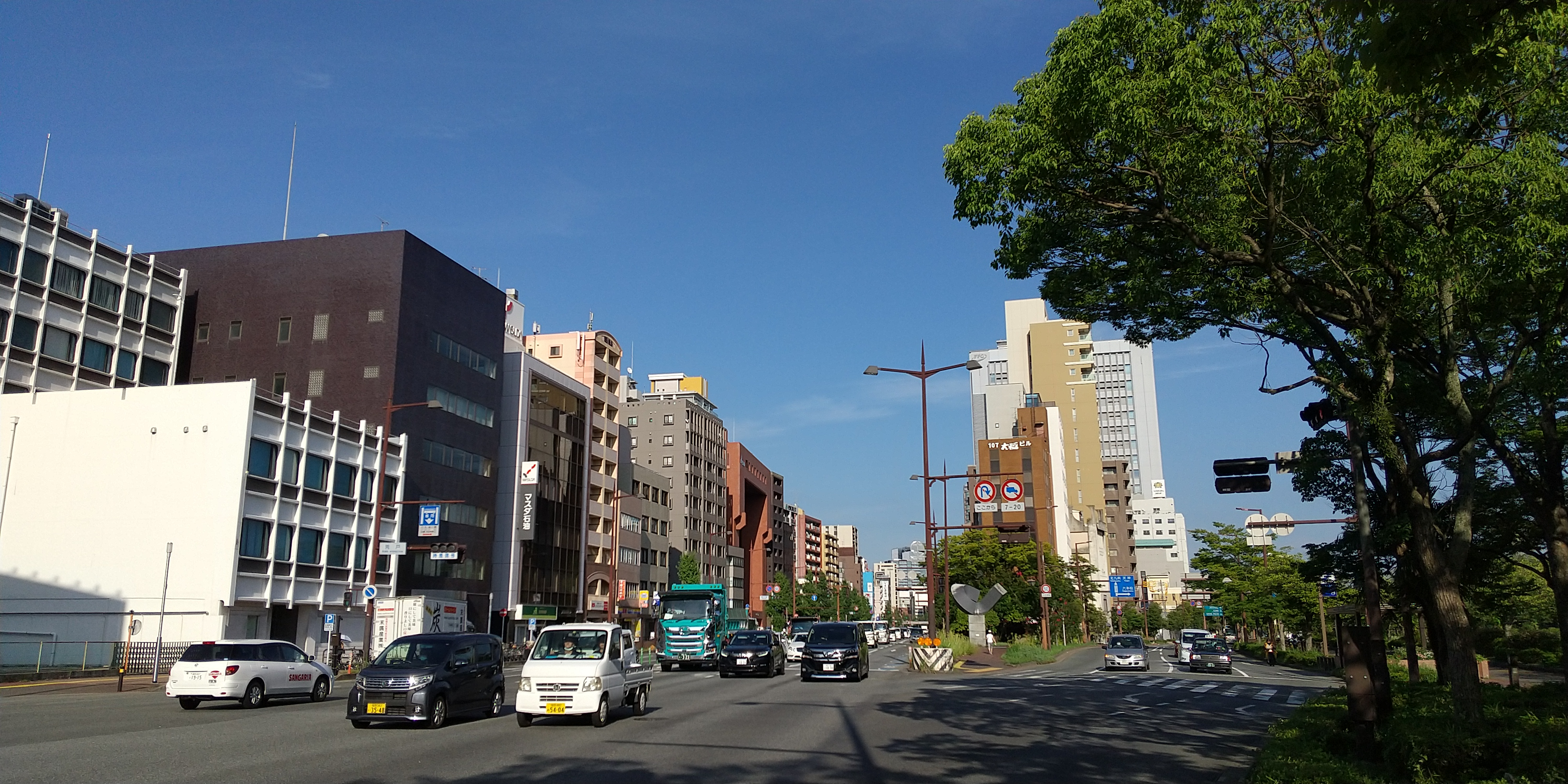
昭和通り（左）と明治通り（右）、荒戸交差点の東側
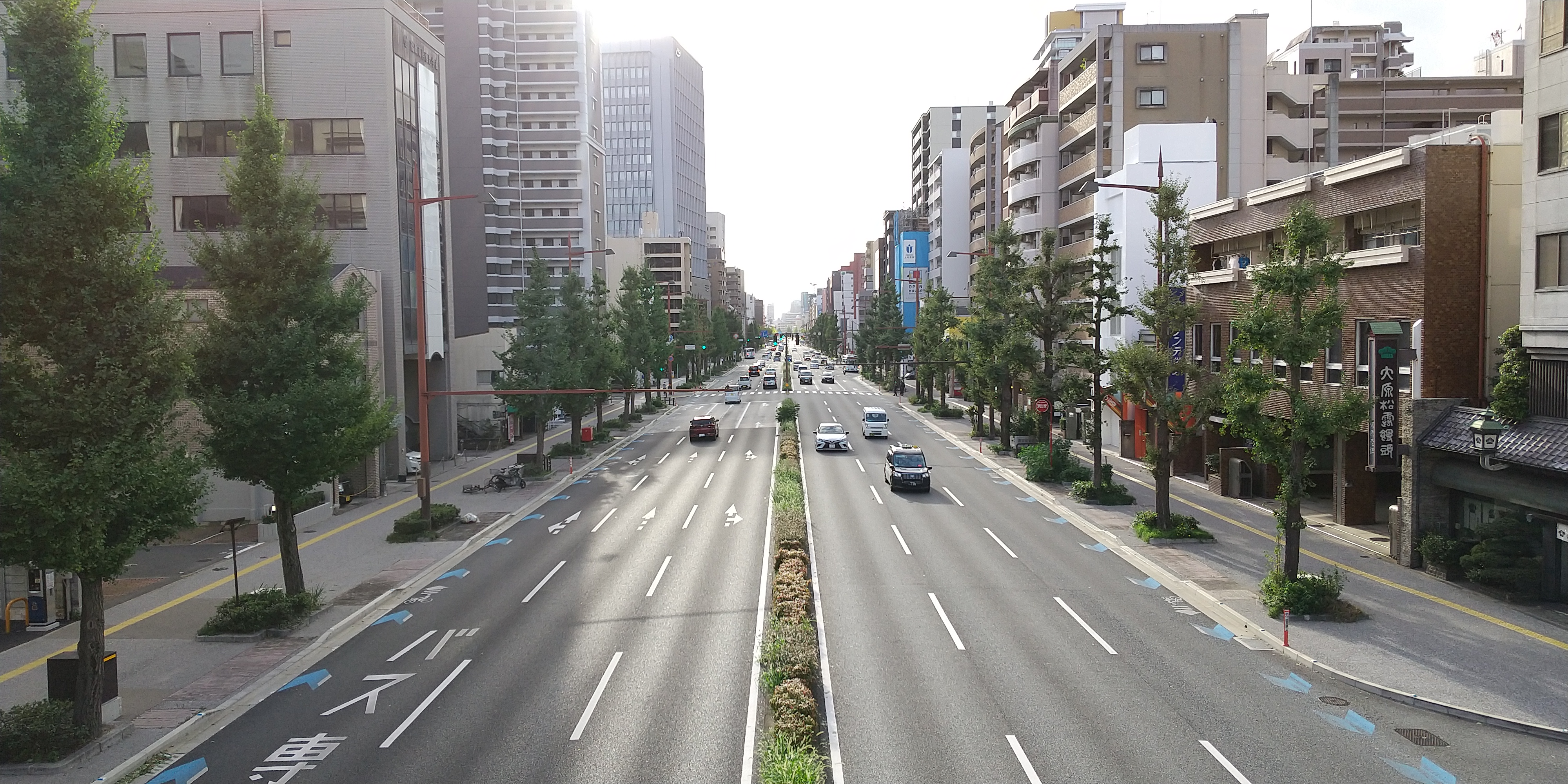
昭和通り（昭和通り2号歩道橋の西側、大手門）
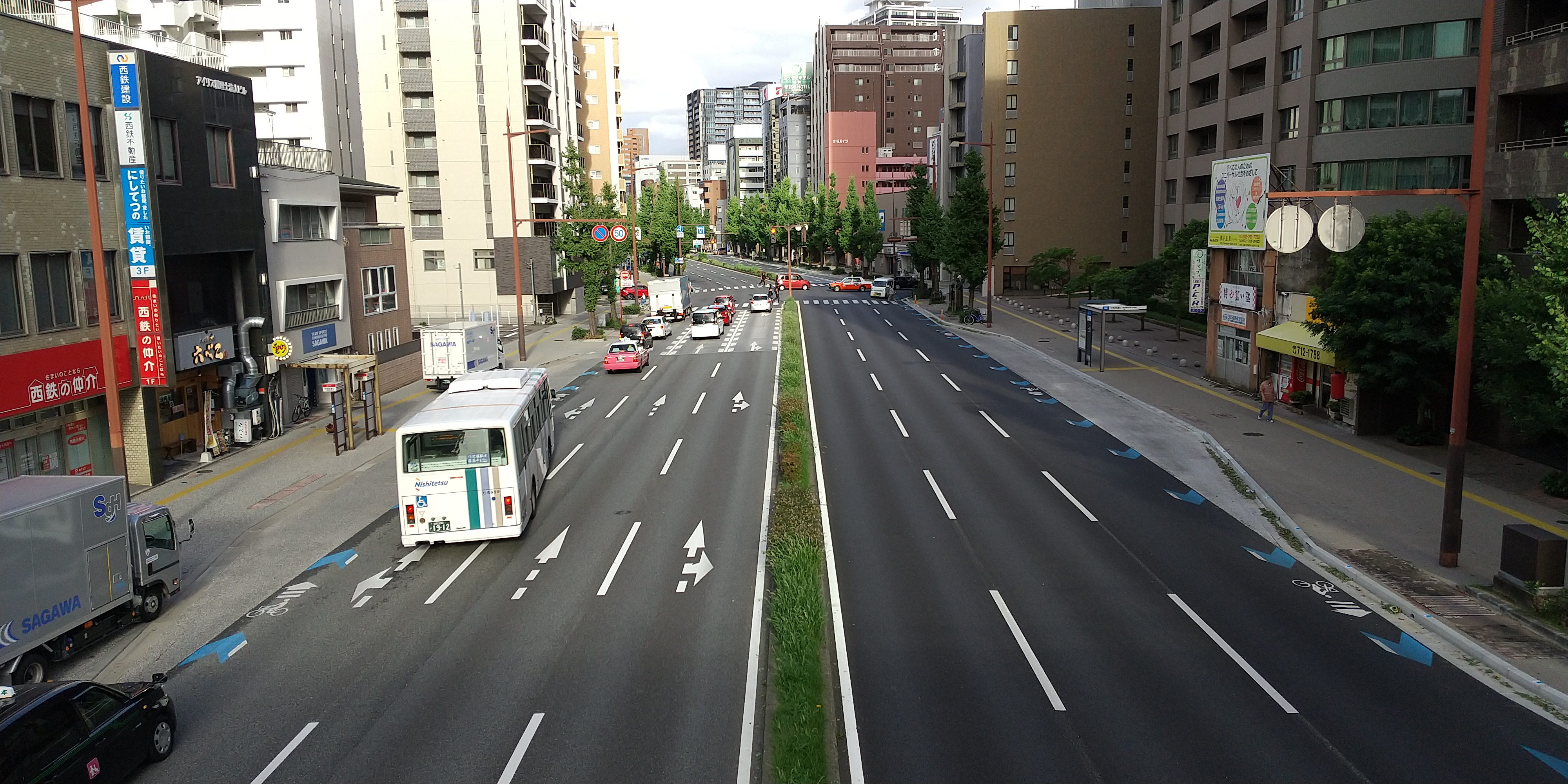
昭和通り（昭和通り2号歩道橋の東側、大手門
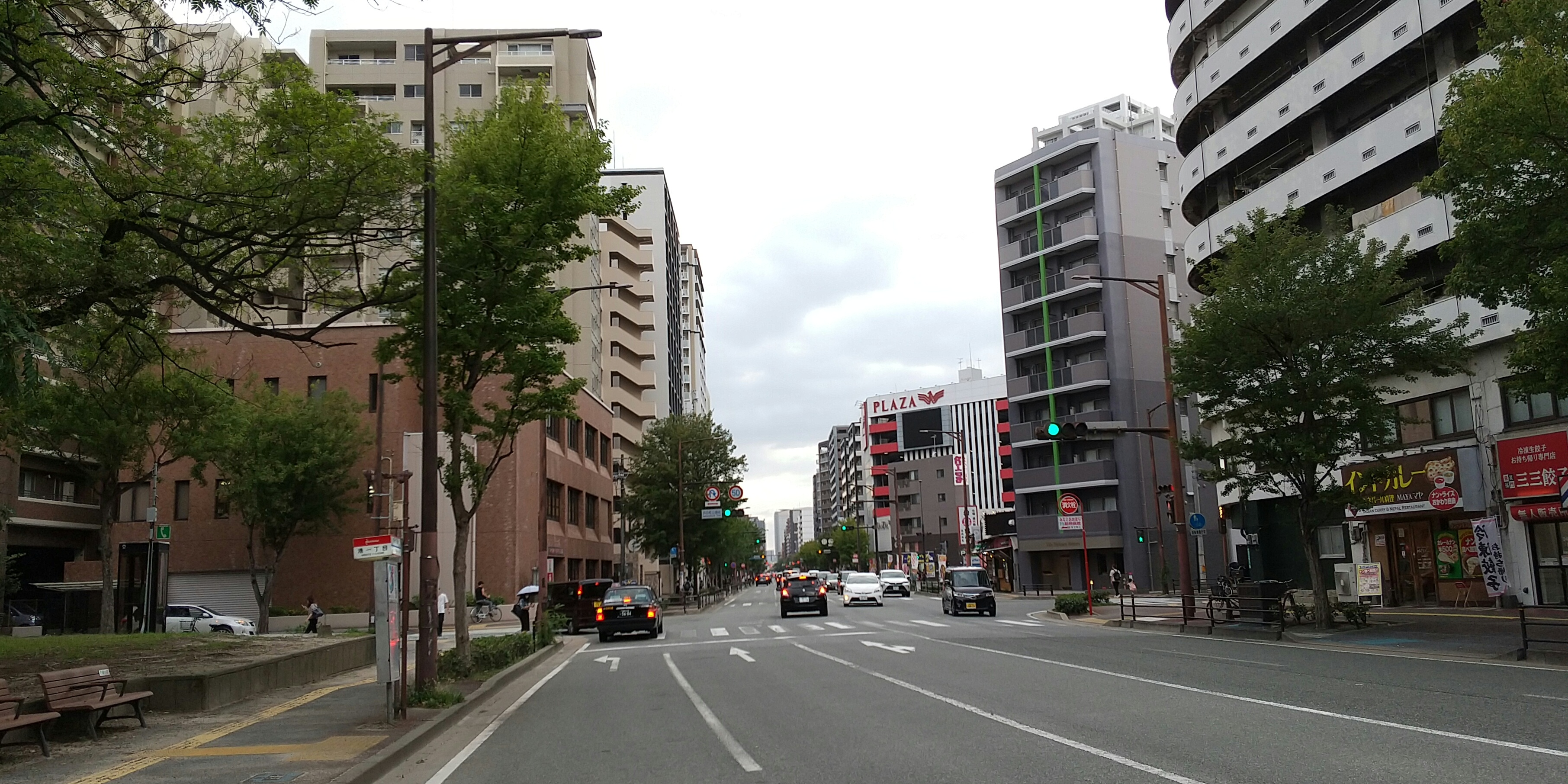
那の津通り（浜の町公園前交差点の西側、左：大手門、右：港）
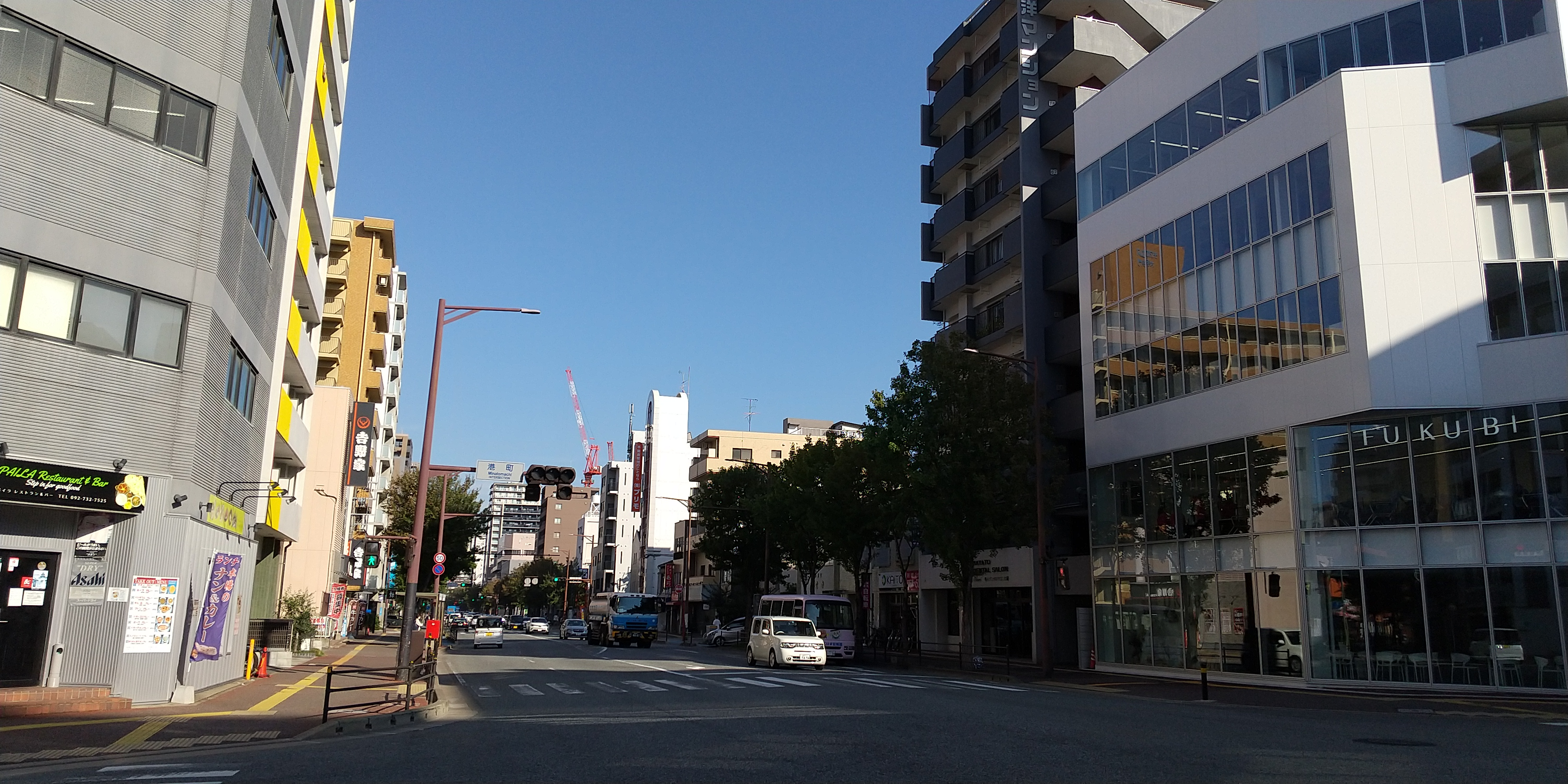
那の津通り、港町交差点の東側（左：港、右：大手門）
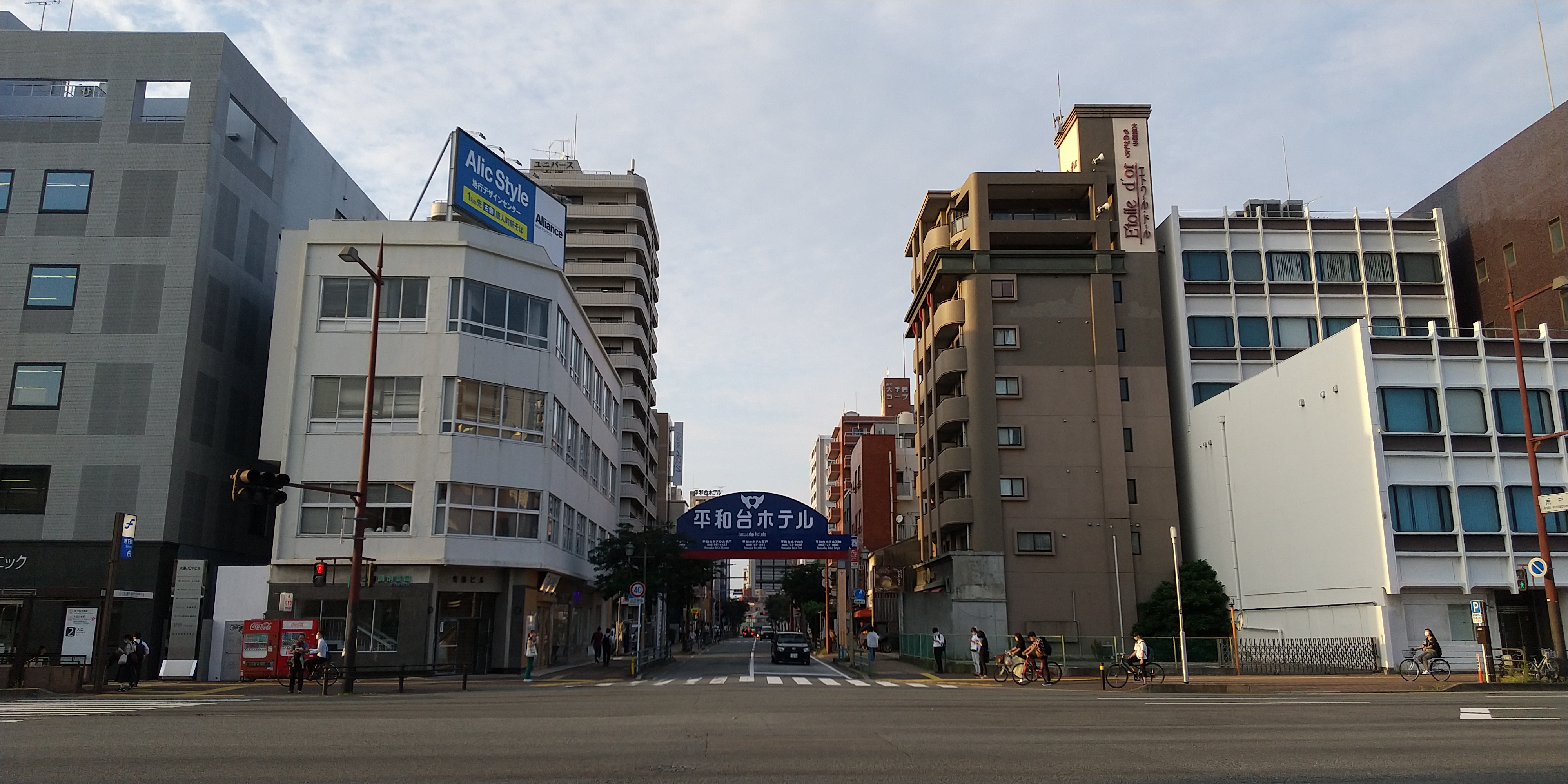
荒戸荒津線（荒戸交差点の北側、左：荒戸、右：大手門）
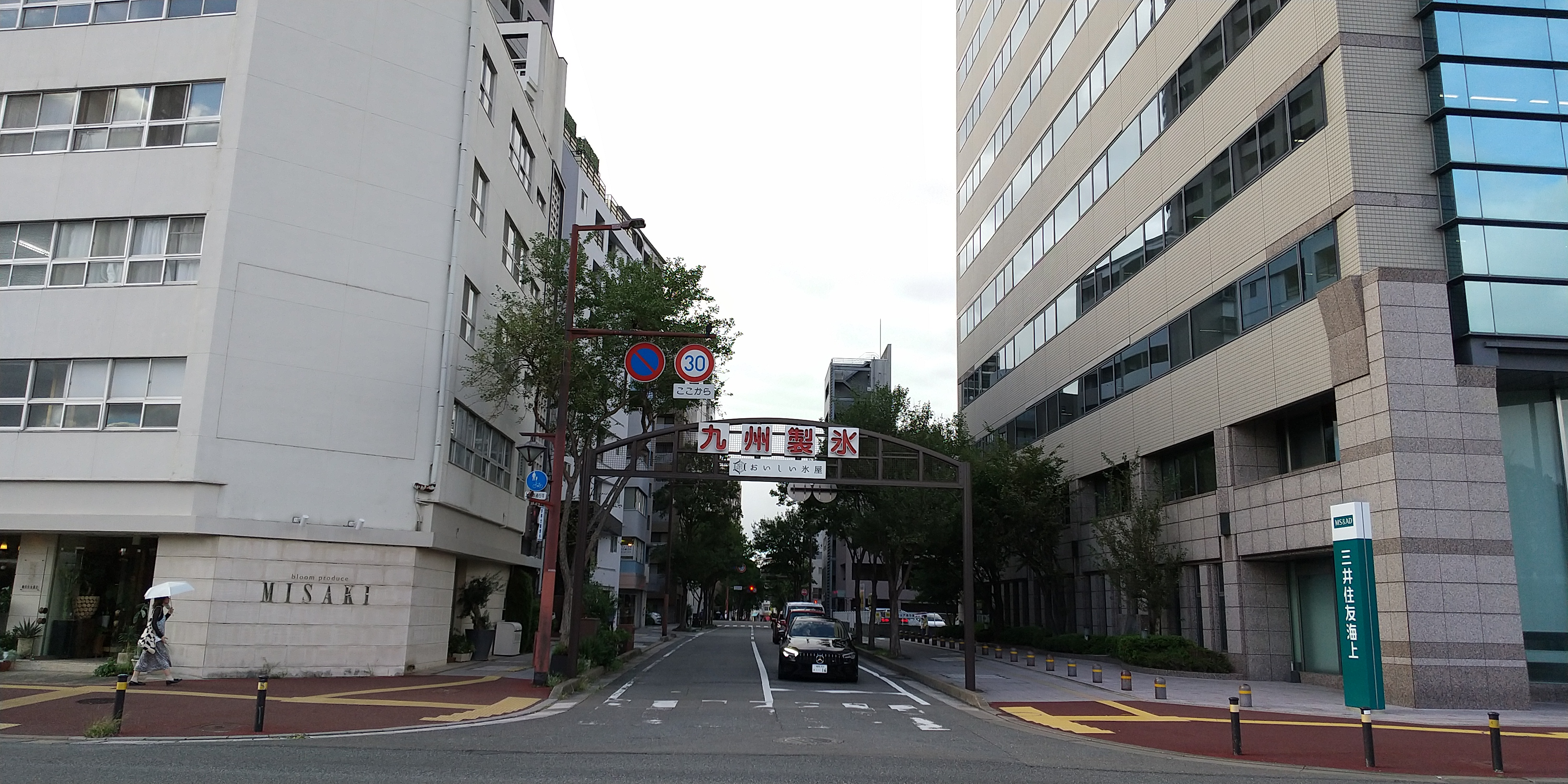
舞鶴港線（平和台交差点の北側、左：大手門、右：赤坂）

## 施設

### 公共・公益施設
町内の主な公共・公益施設は次のとおり。
- 国土交通省九州地方整備局博多港湾・空港整備事務所[注釈 1]
- 中福岡年金事務所（旧社会保険事務所）[注釈 2]
- 九州労働金庫（ろうきん）[注釈 3]
- 簀子公民館[注釈 4]
- 福岡市立ひとり親家庭支援センター [注釈 5]
- 福岡大手門郵便局[注釈 6]
- 社会福祉法人ふくおか福祉サービス協会大手門支部[注釈 7]
- 簀子公園[注釈 8]

公共・公益施設の写真
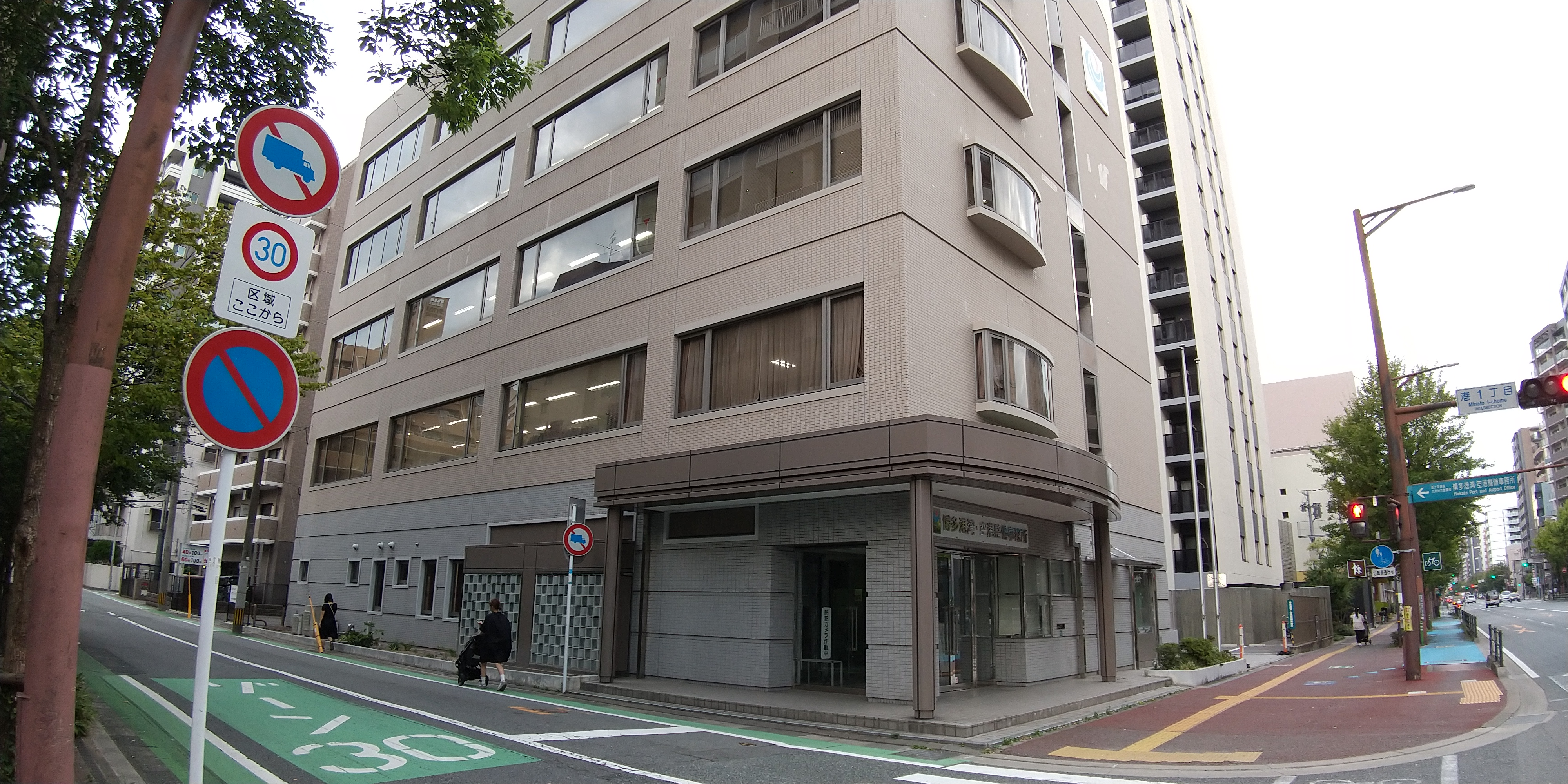
国交省 九地整 博多港湾・空港整備事務所
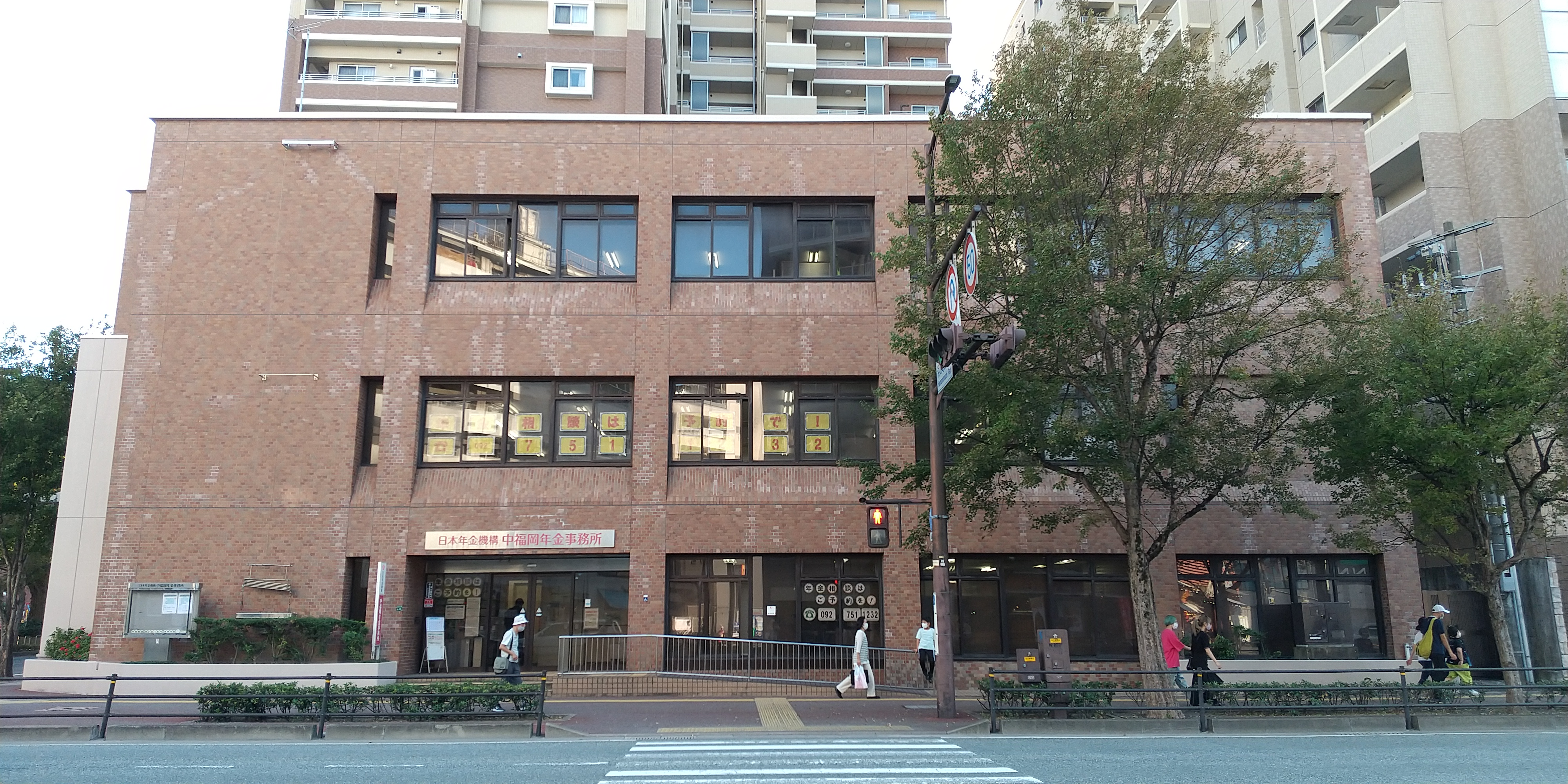
中福岡年金事務所
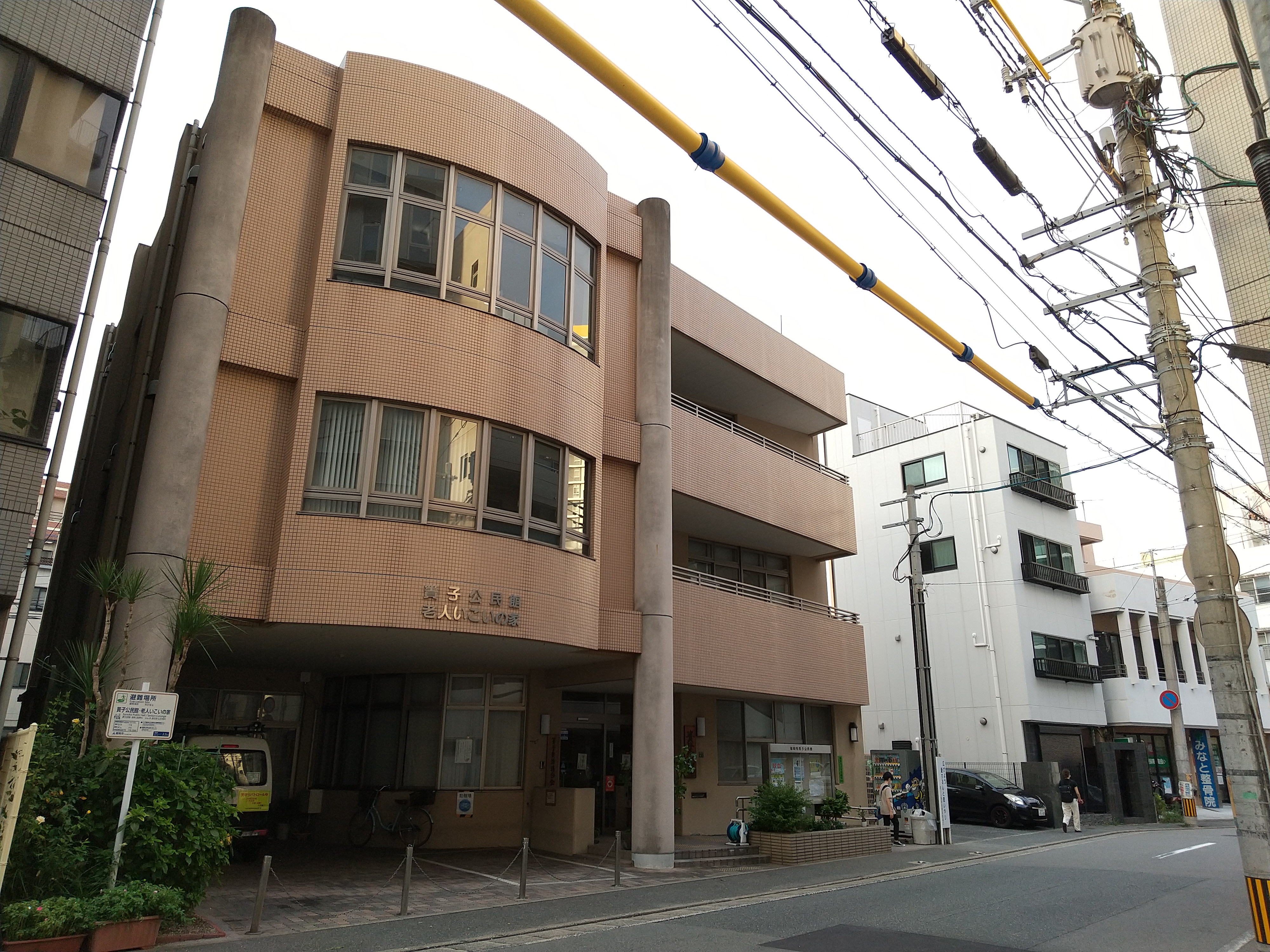
簀子公民館
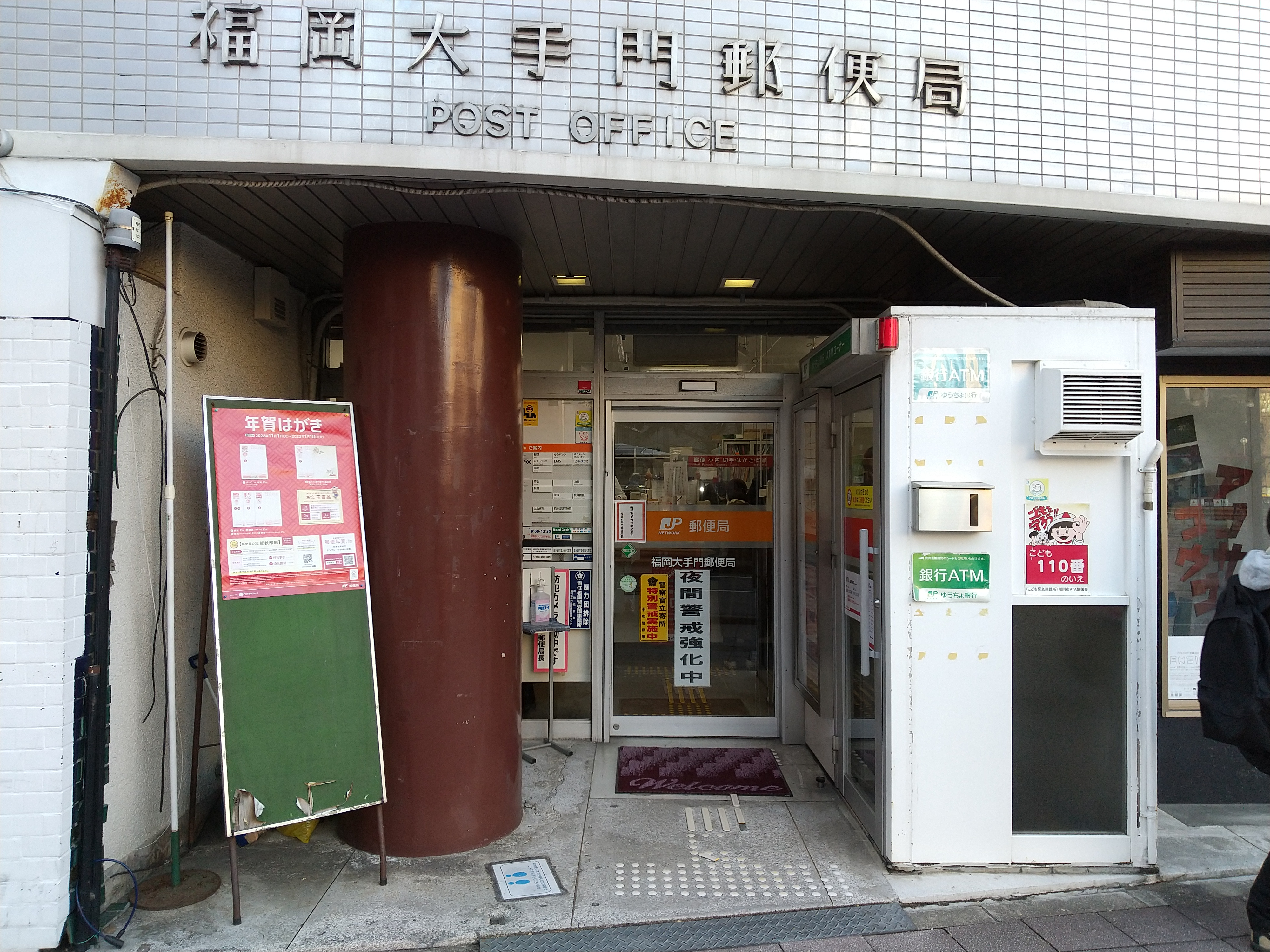
福岡大手門郵便局
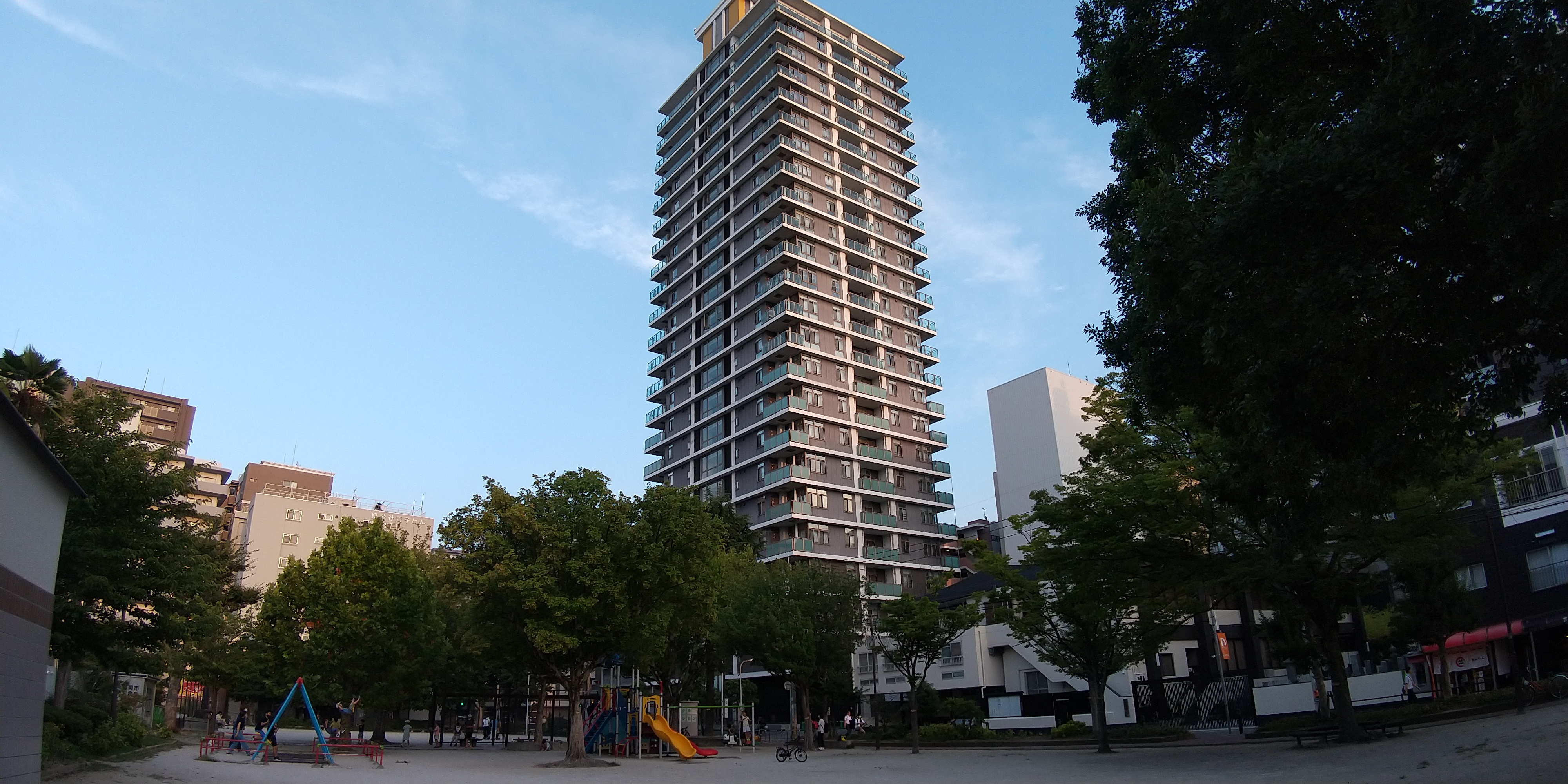
簀子公園

なお、福岡家庭裁判所が大手門一丁目7番1号にあったが、2018年（平成30年）8月に同区六本松に福岡高等・地方・家庭・簡易裁判所及び検察審査会とともに、合同庁舎を新築して移転した。

### 学校

#### 小・中学校
町内に小・中学校は存在しないが、校区については、それぞれ地区について次のとおりである。
- 大手門一丁目の校区
  - 小学校：福岡市立赤坂小学校[注釈 9]
  - 中学校：福岡市立警固中学校[注釈 10]
- 大手門二丁目から三丁目までの校区
  - 小・中学校：福岡市立舞鶴小中学校（小中併設校）[注釈 11]

なお、大手門三丁目15番1号に福岡市立簀子小学校があったが、平成26年3月31日に閉校し、舞鶴小学校と統合した。

#### 専門学校

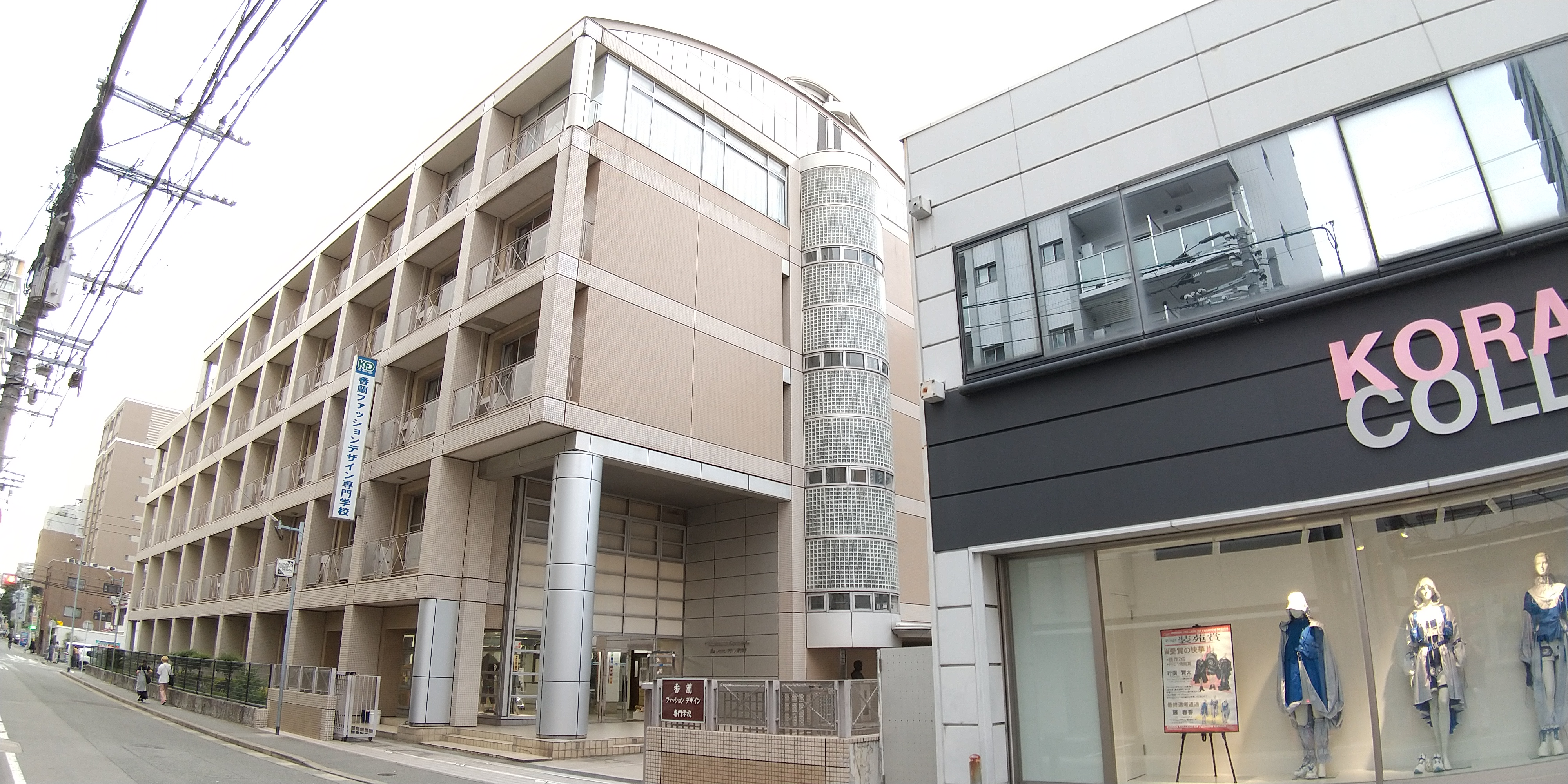
香蘭ファッションデザイン専門学校

- 香蘭ファッションデザイン専門学校[注釈 12][注釈 13][注釈 14]

#### 専修学校
- 福岡有朋高等専修学校[注釈 15][注釈 16][注釈 17]

### 商業施設

#### 商店街
- 大手門商店街[注釈 18]

#### スーパーマーケット
- 大手門ニューハザマ[注釈 19]

商業施設の写真
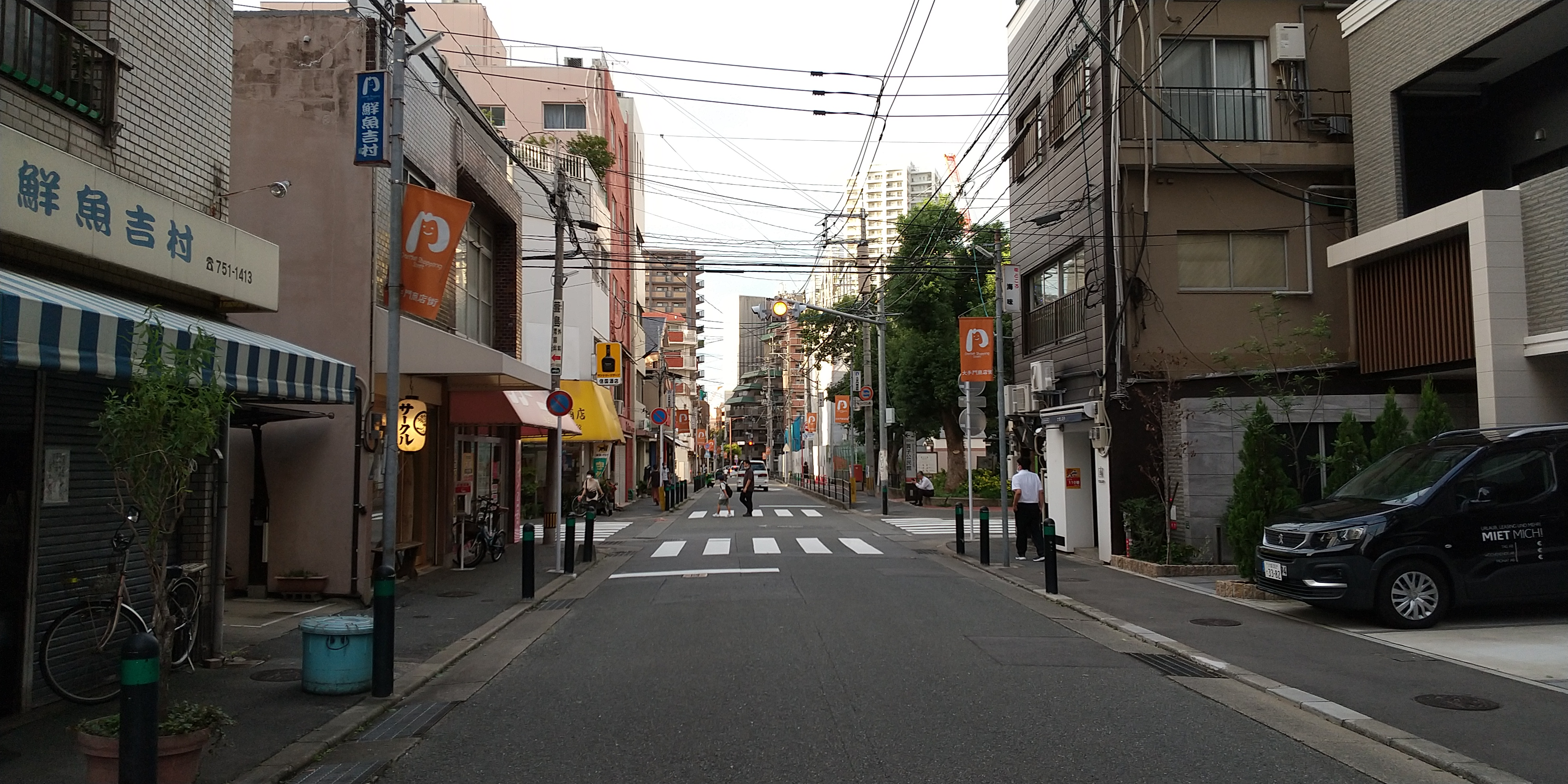
大手門商店街(南側より)
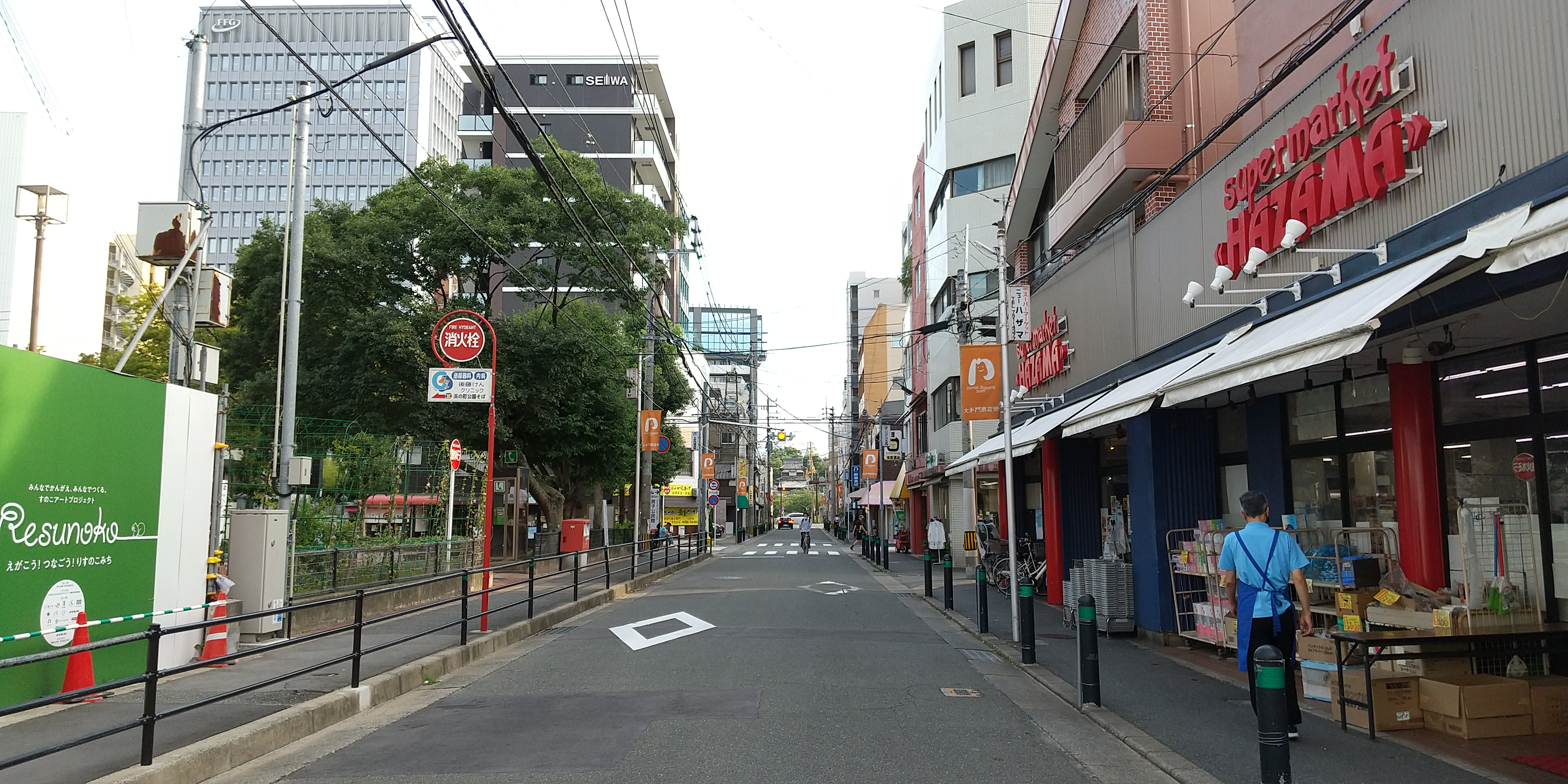
大手門商店街(北側より)

### その他の施設
- ふくおかフィナンシャルグループ（FFG）本社ビルの公開空地[注釈 20]

その他の施設の写真
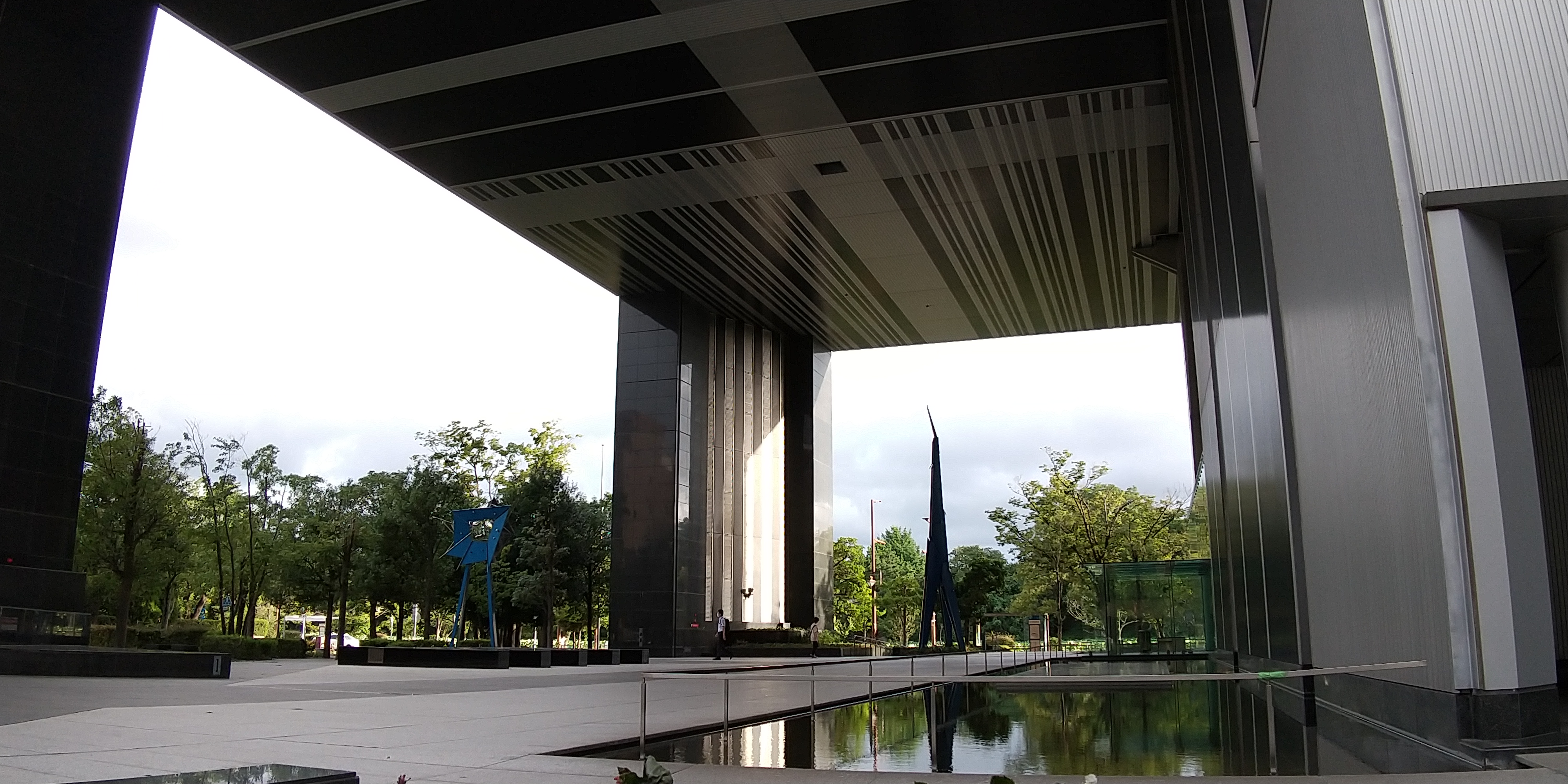
ふくおかフィナンシャルグループ(FFG)本社ビルの公開空地
FFG空地内彫刻「Double Fantasy Inside-Out」菊竹清文作
FFG空地内彫刻「Double Fantasy Outside-In」菊竹清文作
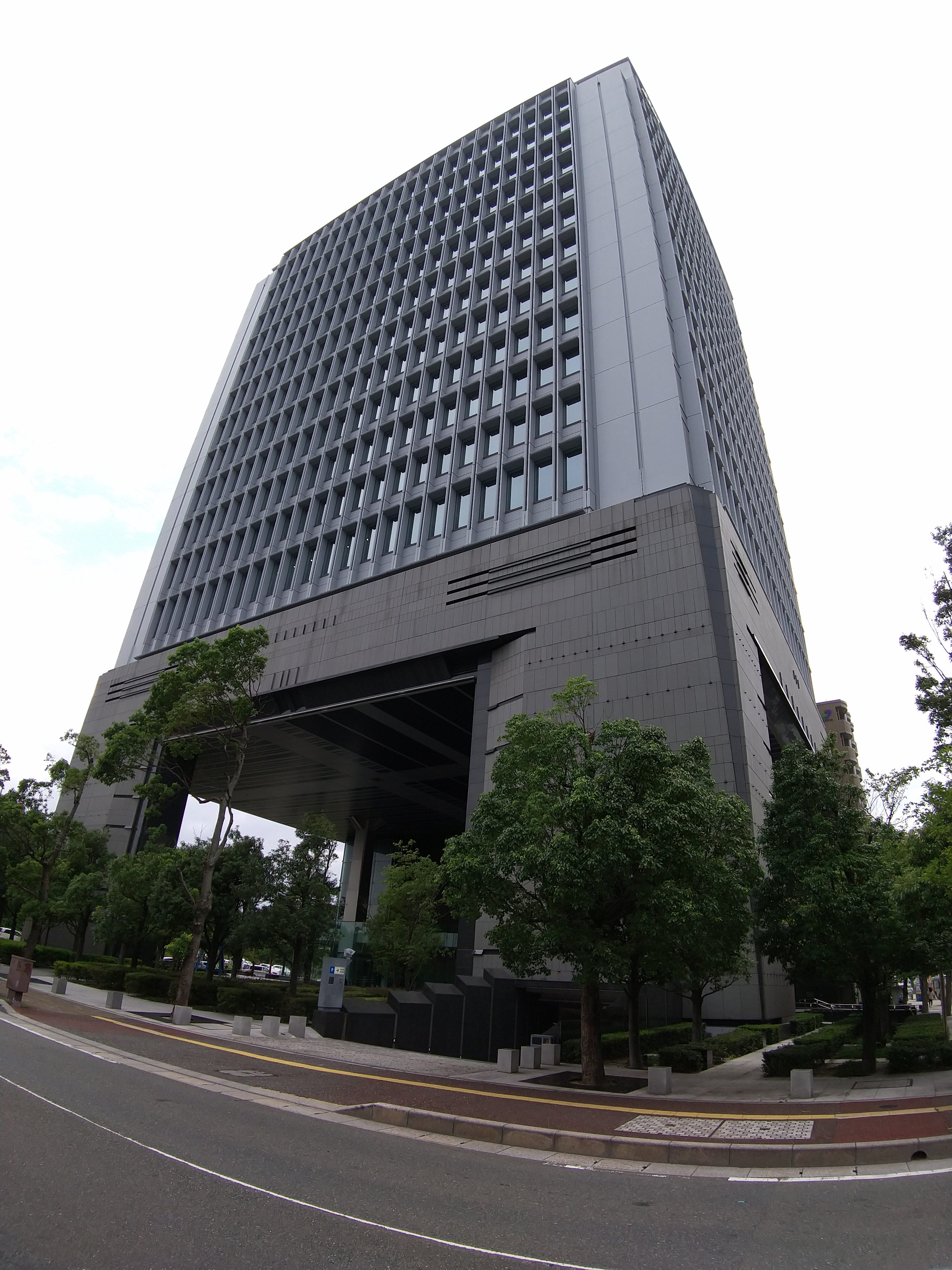
FFG本社ビルの全景

## 名所・旧跡
- 徳栄寺（とくえいじ）[注釈 21]
- 浄念寺[注釈 22]
- 正法寺（しょうぼうじ）[注釈 23]
- 圓應寺（えんのうじ）[注釈 24]
- 正覚寺（しょうがくじ）[注釈 25]
- 法傳寺（ほうでんじ）[注釈 26]
- 彫刻「スウィング」(Swing)[注釈 27]

名所・旧跡の写真
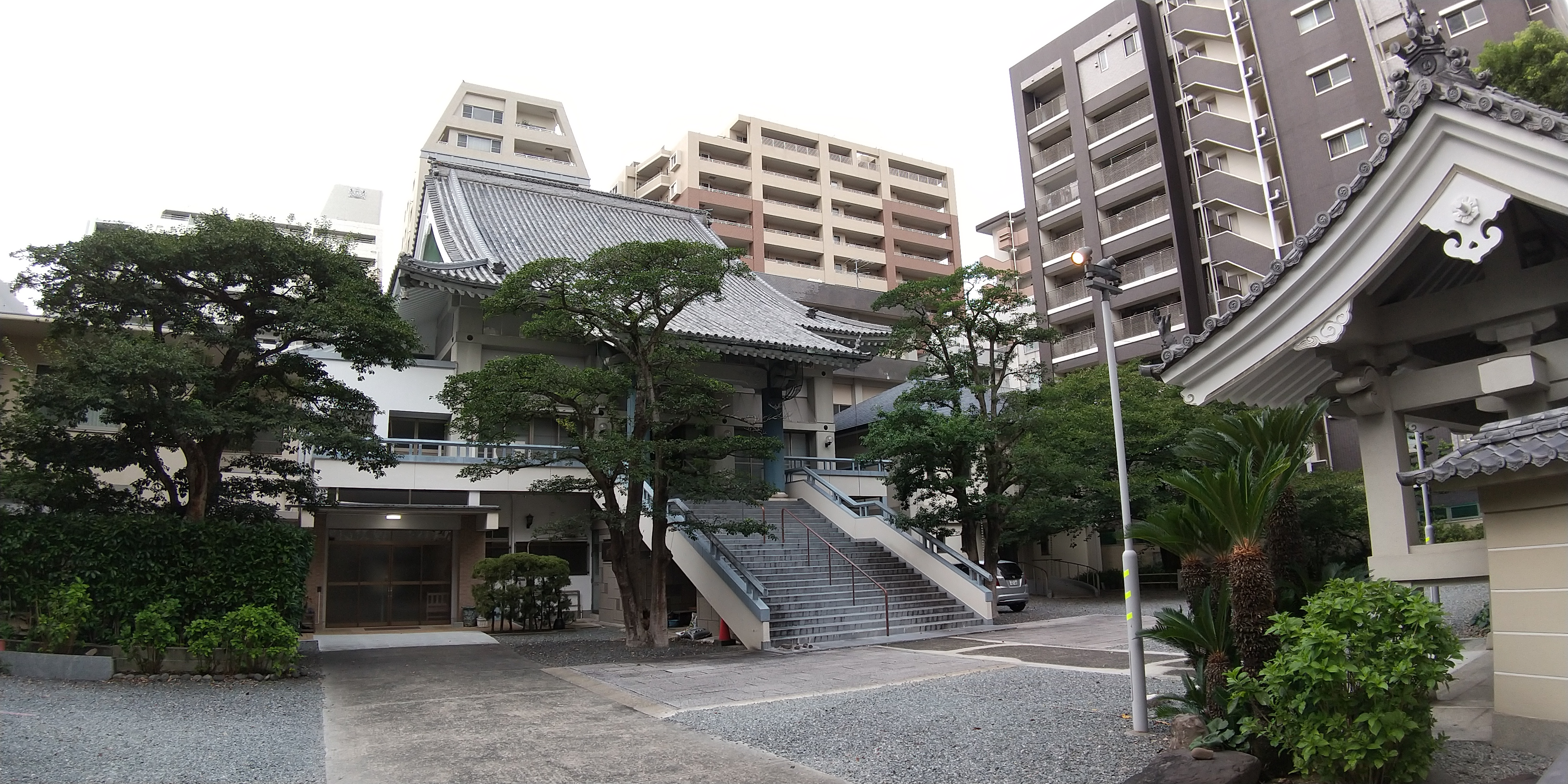
徳栄寺
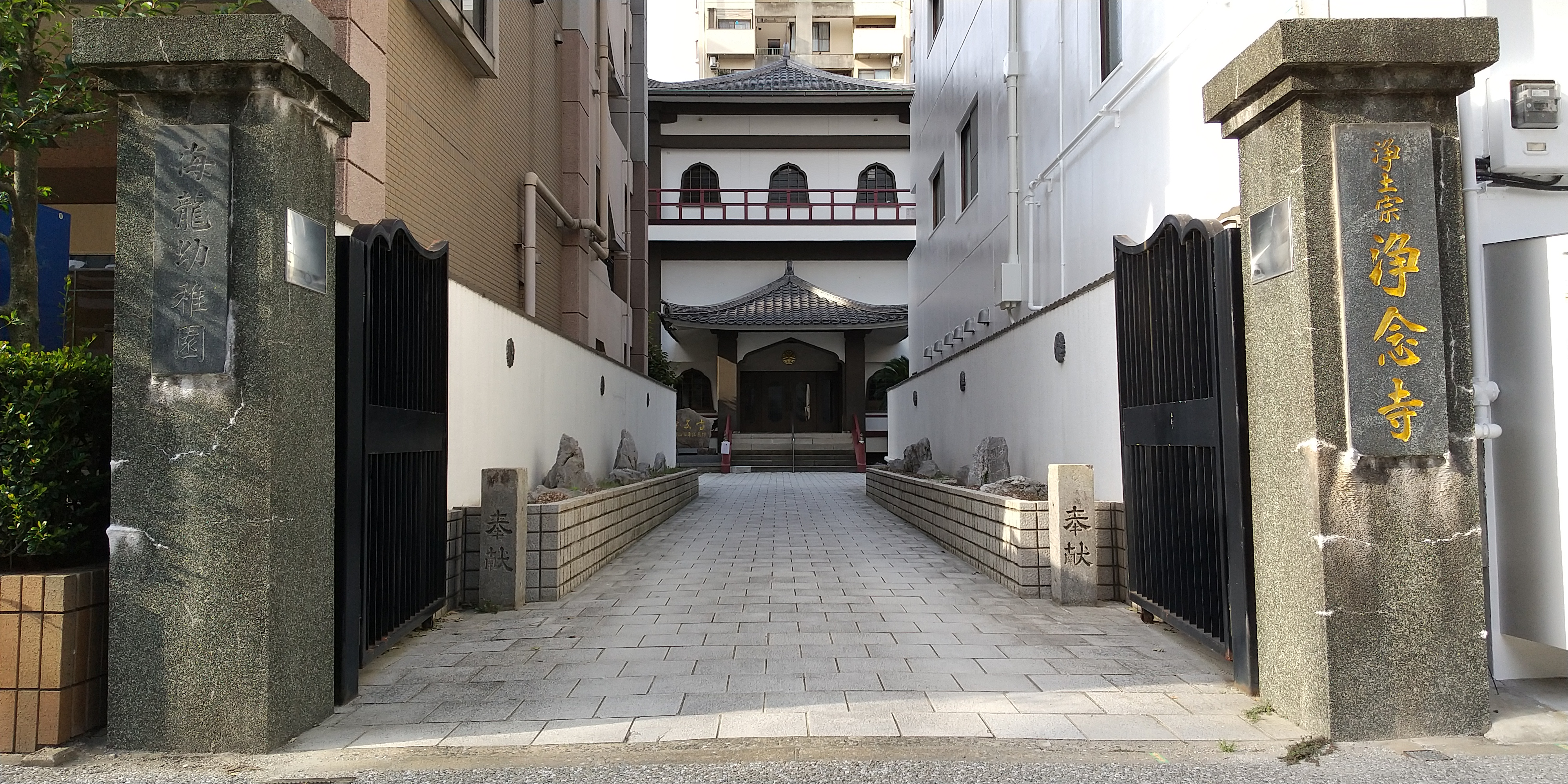
浄念寺
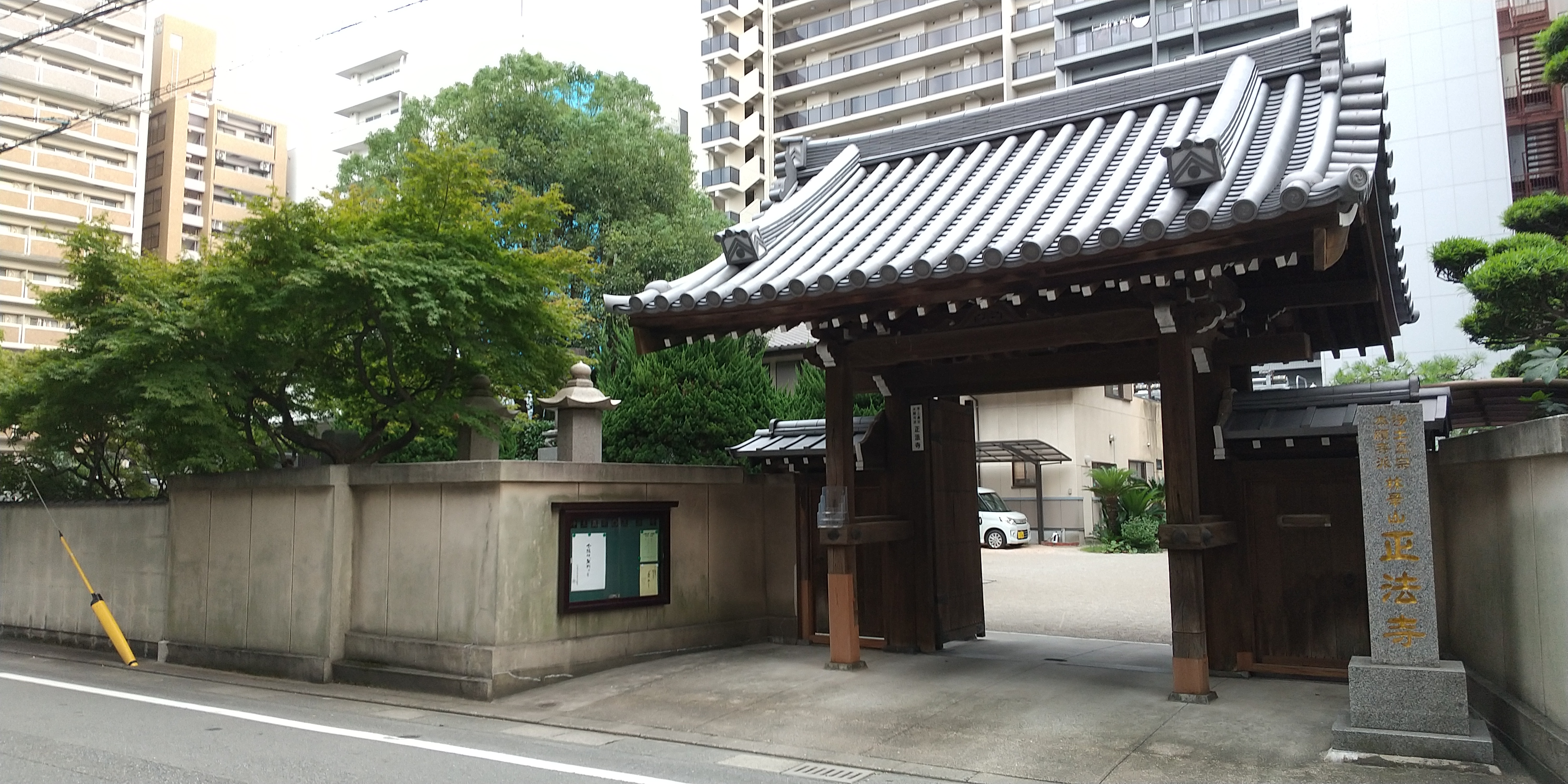
正法寺
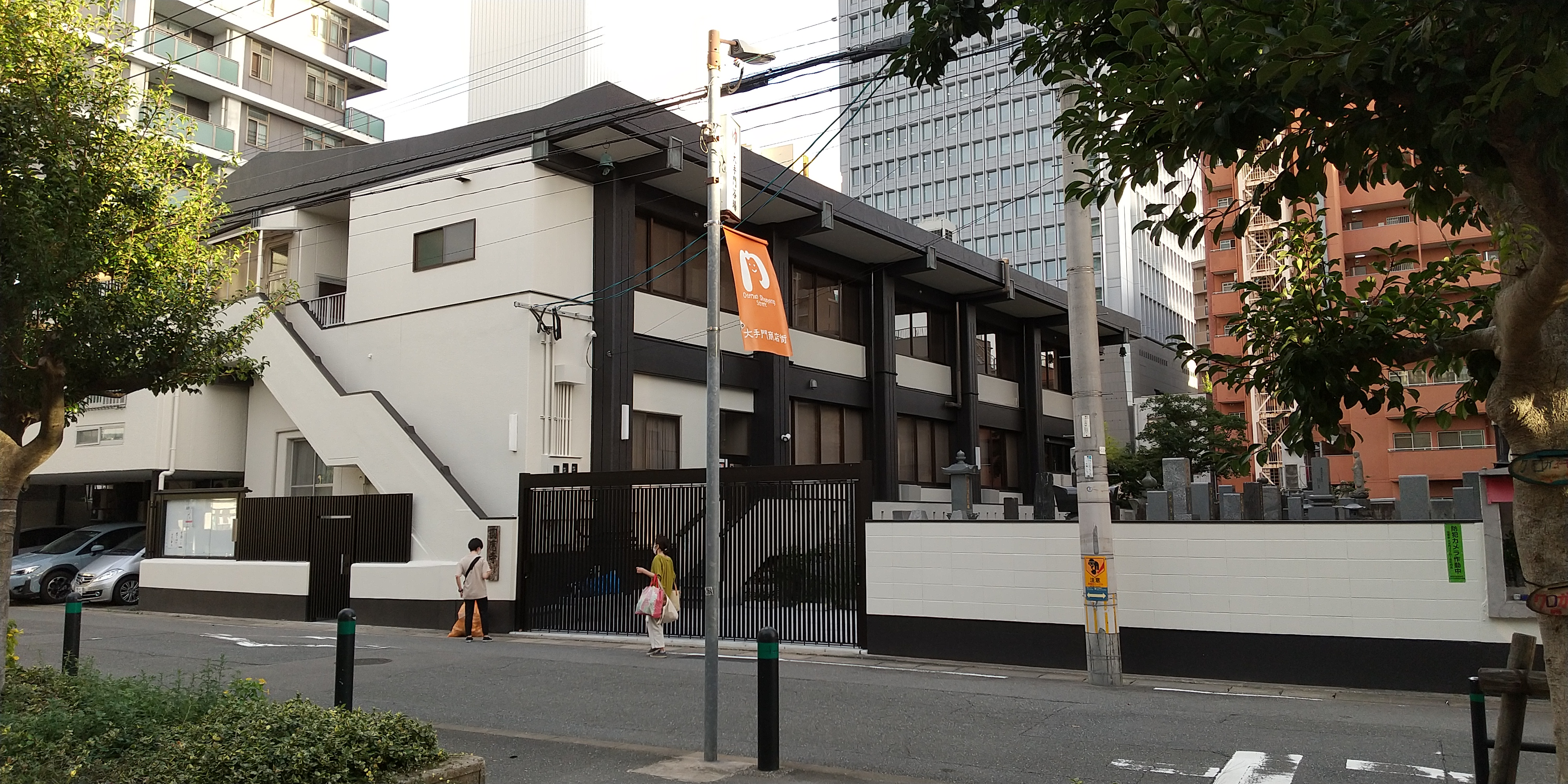
圓應寺
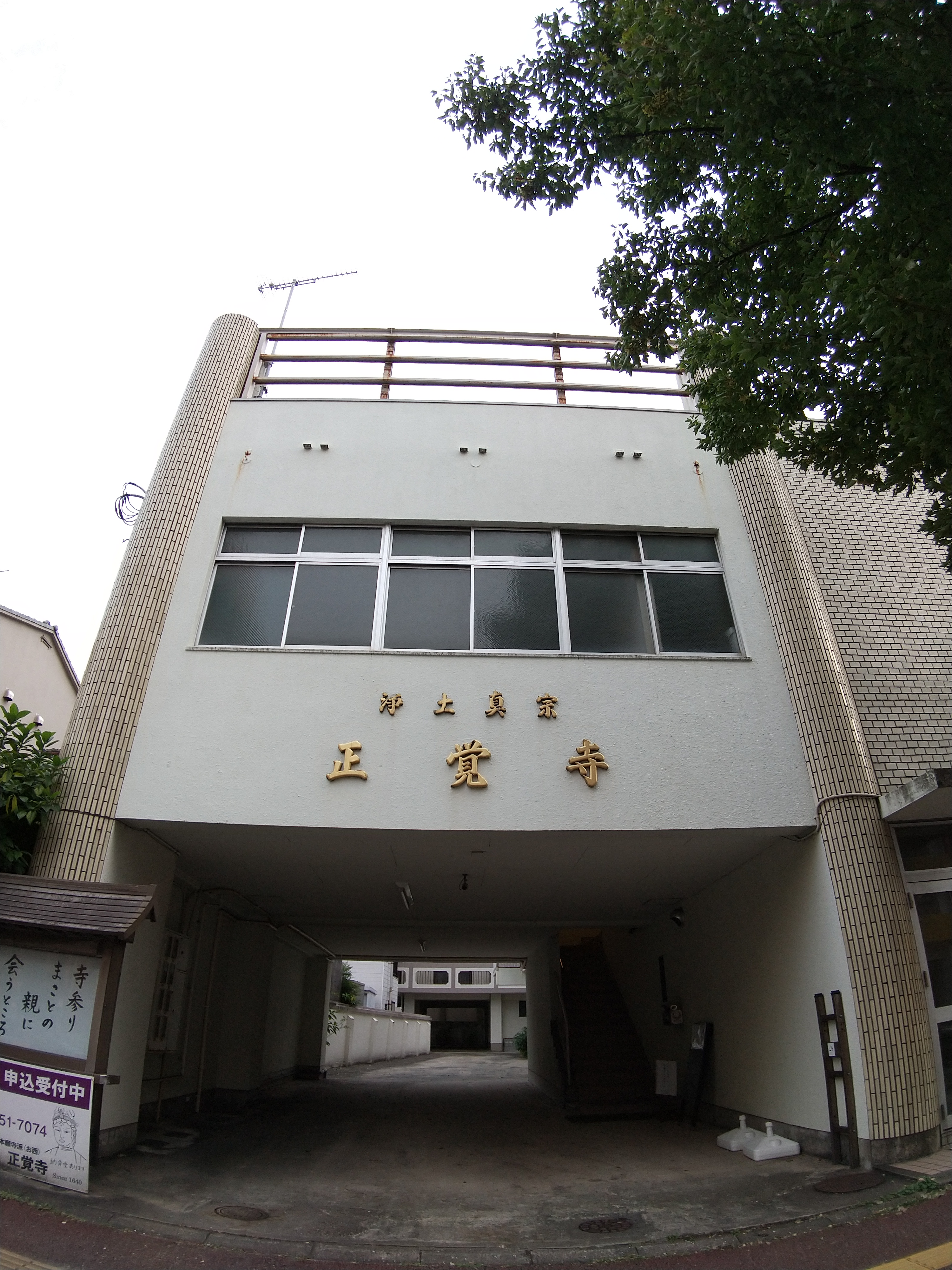
正覚寺
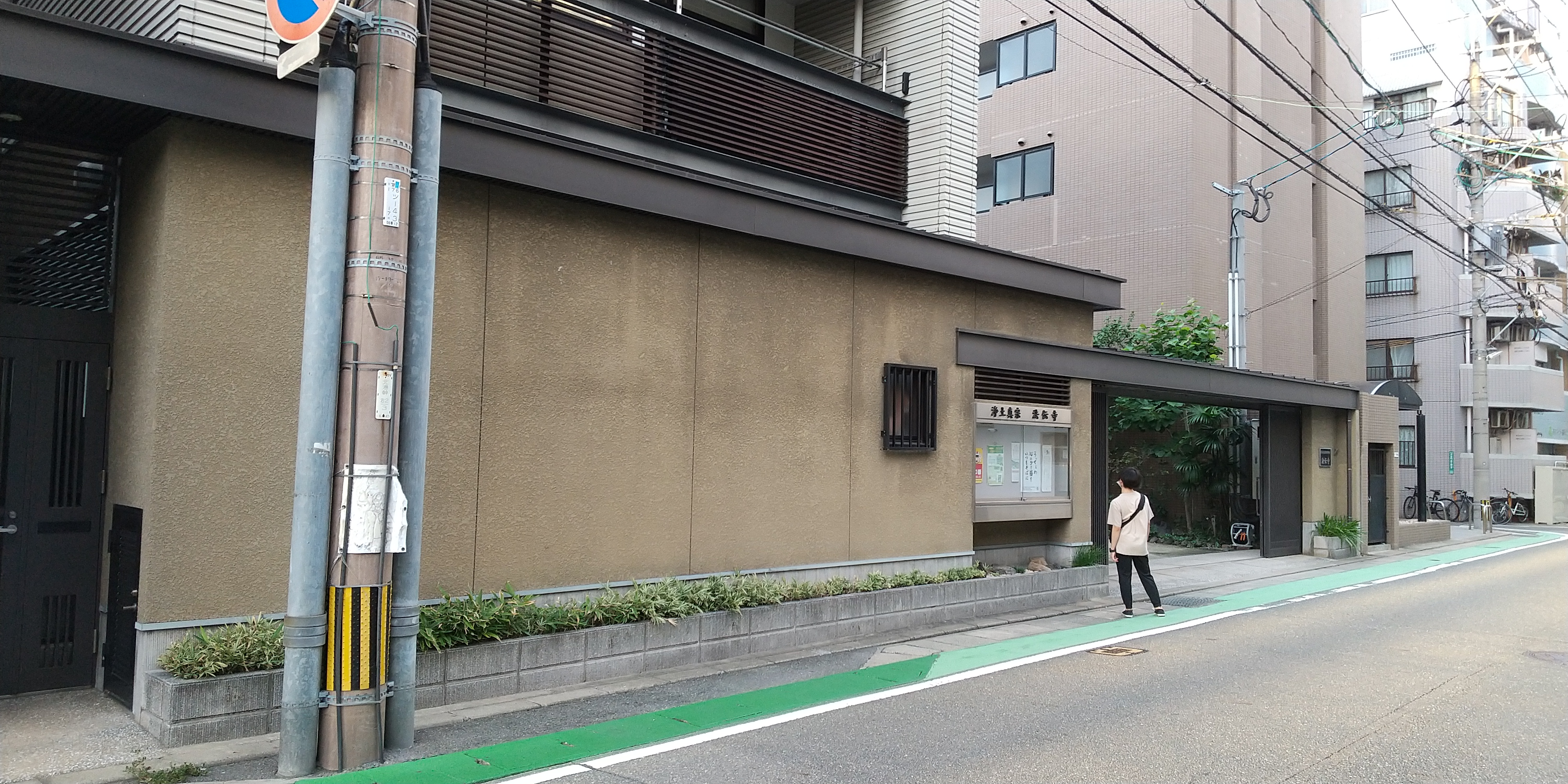
法傳寺
彫刻「スウィング(Swing)」